# Связка ключей iCloud
Связка ключей Apple (англ. Keychain) — функция (другими словами — технология), с помощью которой, в одном месте операционных системах macOS и iOS, в защищённом виде, сохраняются личные данные пользователя (логины и пароли).
Эта функция хранит ваши имена и пароли для веб-сайтов на одобренных вами компьютерах Mac и устройствах с iOS, защищает их надёжным 256-битным шифрованием AES и поддерживает их актуальность на каждом устройстве. Когда вам понадобится ввести их, «Связка ключей iCloud» сделает и это. Она также работает с данными ваших кредитных карт, позволяя вам мгновенно оплачивать покупки.
Основное назначение функции Связка ключей состоит в том, чтобы автоматически вводить пароли за пользователя. Но она же позволяет записывать и хранить конфиденциальную информацию: номера кредитных карт, пин-коды и т. д., они будут храниться в одном месте, для получения доступа к ним нужен пароль.
На одном компьютере можно хранить несколько связок ключей.
Для просмотра связки ключей в среде macOS необходимо использовать программу Связка ключей.